# Dudley Boyz
Pour les articles homonymes, voir Dudley (homonymie).
Palmarès
Veuillez consulter la section détaillée ci-dessous...
Les Dudley Boyz sont une équipe de catcheurs constituée de Bubba Ray Dudley et D-Von Dudley. Ils se font connaitre aussi sous le nom de Team 3D et sont actuellement employés à la World Wrestling Entertainment.
C'est l'équipe la plus titrée de l'histoire du catch. Ils furent notamment 9 fois champions par équipe de la WWF/champions du monde par équipe, 1 fois champion par équipe de la WWE et 8 fois champions du monde par équipe de la ECW. Ils furent également les tout premiers Champions du monde par équipe de la TNA (qu'ils ont détenu 2 fois) et les tout derniers champions par équipe de la WCW avant la disparition du titre.
Ils sont la seule équipe au monde à avoir possédé au cours de leur carrière les 6 titres mondiaux par équipe de l'histoire : ECW, NWA, WCW, TNA et WWF/E.
Le 21 mai 2007, Ray et Devon ont ouvert leur propre école de catch, la Team 3D Academy of Professional Wrestling and Sports Entertainment, à Kissimmee, en Floride.

## Carrière

### Extreme Championship Wrestling(1995-1999)
En 1995, Raven a l'idée de créer la famille Dudley qui sont les « fils illégitime » de Big Dick Dudley,. Le clan est composé de Dudley Dudley, Snot Dudley et de leur « père ». Ils débutent ensemble le 1er juin 1995 à Hardcore Heaven où ils remportent leur match face aux Pitbulls (Pitbulls#1 et Pitbull#2). Deux semaines plus tard à Heat Wave ils perdent avec Raven un match revanche face aux Pitbulls et Tommy Dreamer.
Après que Snot Dudley s’est blessé dans un accident de jet ski, il est remplacé en août par Dances with Dudley (en). Le 23 septembre, ils ont un match pour le championnat par équipe de la ECW qu'ils perdent face aux Pitbulls.
En novembre, Buh Buh Ray Dudley rejoint la famille et fait équipe avec Dances with Dudley et ensemble ils entament une rivalité avec The Public Enemy (Johnny Grunge et Rocco Rock) et The Eliminators (John Kronus et Perry Saturn). Début 1996, ils obtiennent un match pour le championnat par équipe qu'ils perdent face à Cactus Jack et Mikey Whipwreck le 26 janvier. En avril D-Von Dudley rejoint lui aussi le clan et après avoir évincé Dances With Dudley, Dudley Dudley, et Chubby Dudley il s'allie à Buh Buh Ray. Ils font leur premier match ensemble le 20 avril face aux Pittbulls mais le match se termine en No contest après que D-Von a frappé ses adversaires et l'arbitre avec une chaise.
Mais c'est en 1997 que l'équipe va connaître ses premiers succès à la ECW. Le 22 février à Cyberslam, ils battent The Gangstas (Mustafa et New Jack). Ils remportent le championnat par équipe de la ECW le 15 mars à Hostile City Showdown après leur victoire face à The Eliminators

### World Wrestling Federation/Entertainment (1999-2005)
En 1999, Buh Buh Ray et D-Von rejoignent la World Wrestling Federation, où Buh Buh Ray est renommé pour l'occasion Bubba Ray Dudley. Selon une interview dans le DVD The Rise and Fall of ECW, ils ont demandé une augmentation de 1 $ pour pouvoir rester à la ECW ; leur requête est rejetée parce que le propriétaire de la ECW Paul Heyman avait une entente avec Vince McMahon pour céder quelques-uns de ses talents à la WWF en échange d'aide pécuniaire.
Lors de leur arrivée à la WWF, Bubba porte de grosses lunettes noires avec un ruban blanc dessus, et bégaye pendant les promos, alors que Devon, porte des grosses lunettes blanches avec un ruban noir, frappant son frangin dans le dos pour que les mots puissent sortir de sa bouche. Il est supposé que c'était un renvoi au style de parler de Buh Buh Ray Dudley qu'il avait dans l'original ECW quand Buh Buh jouait le rôle d'un handicapé mental avec des soucis pour pouvoir s'exprimer. Après plusieurs semaines, la gimmick était abandonnée mais pas les lunettes de Bubba.
Alors à la WWF, les Dudley Boyz clament à eux seuls l'usage des tables, les utilisant souvent pour leur prise de finition, le Dudley Death Drop, qui fait passer leur adversaire à travers une table.
En 2000 et 2001, les Dudley Boyz s'engagent dans une rivalité à trois pour le WWF World Tag Team Championship avec The Hardy Boyz et Edge et Christian. La rivalité incorpore deux Tables, Ladders and Chairs (TLC) matches, le premier à SummerSlam 2000 et le second à WrestleMania X-Seven.

Ils sont initialement heels, bien que des heels populaires, et sont connus pour le penchant de Bubba Ray à mener des femmes (notamment Terri Runnels et Mae Young) à travers une table. Les Dudley Boyz deviennent face plus tard en 2000. Début 2001, ils sont joints à la WWF par Spike Dudley. Spike fait tout de suite un impact, aidant ses frères à remporter les titres par équipe de la WWF dès ses débuts, et étant le renfort des Dudleyz dans le TLC match de WrestleMania X-Seven.
À la mi-2001, les Dudley Boyz font leur second passage en heel en se joignant à l'Alliance, un clan massif constitué d'anciennes superstars de la ECW et WCW, emmenés par Shane McMahon et Stephanie McMahon-Helmsley, qui tentaient de prendre l'emprise sur la WWF. Stacy Keibler devenait à cette époque la manager des Dudleyz, surnommée la Duchess of Dudleyville par le manager de la ECW Paul Heyman. Plus tard dans l'année, les Dudleyz remportent le WCW World Tag Team Championship, devenant la première (et unique) équipe à avoir remporté les titres par équipe de la ECW, WWF, et WCW.
Les Dudleyz battent les Hardy Boyz dans un match en cage aux Survivor Series 2001 pour unifier les WWF et WCW Tag Team Championships. Alors que 2002 débute, Spike rivalise de nouveau avec ses grands frères, remportant le titre par équipe de la WWF avec son partenaire (et ancien membre de la ECW) Tazz.
Après WrestleMania X8 en mars 2002, la WWF est renommée World Wrestling Entertainment (WWE) et le roster est divisé en deux divisions, RAW et SmackDown. Les Dudley Boyz sont séparés pendant un court moment quand Bubba Ray est choisi par RAW et D-Von par SmackDown!. Bubba devient face encore en se réunissant avec Spike Dudley alors que D-Von, qui reste heel, devient Reverend D-Von et est protégé par Deacon Batista, anciennement Leviathan à la Ohio Valley Wrestling. Batista amène sa « boîte de collection » et interfère souvent dans les matchs en utilisant cette boîte.
À Judgment Day 2002, Bubba Ray est dans le coin de Trish Stratus, qui défend le WWE Women's Championship contre Keibler ; D-Von est lui dans le coin de Stacy sur demande de Mr. McMahon. Après la victoire de Stratus, Bubba Ray et D-Von se rencontrent sur le ring et se serrent les mains avant qu'une altercation se déroule qui engage Bubba contre D-Von et Deacon Batista, qui finit par faire passer Bubba à travers une table, utilisant ainsi sa prise favorite. Fin 2002, SmackDown! voit D-Von et Batista se séparer alors que D-Von fait brièvement équipe avec Ron Simmons pour tenter de remporter le tout nouveau WWE Tag Team Championship. Pendant ce temps, à RAW, Bubba Ray remporte le WWE Hardcore Championship 10 fois, souvent faisant équipe avec Spike pour former une nouvelle version des Dudley Boyz.
Bubba et D-Von se réunissent après les Survivor Series 2002, lorsque D-Von vient secourir Bubba Ray, Spike, et Jeff Hardy pour remporter un match par équipe à six. À partir de ce moment, il retourne à RAW (il fait partie d'un échange qui envoie Big Show à SmackDown!).
Après que les Dudley Boyz sont de nouveau ensemble en équipe, ils deviennent la base de la division par équipe de RAW pour les six mois suivants, rivalisant avec des équipes comme Three Minute Warning, La Résistance, Chief Morley et Lance Storm, Ric Flair et Batista (en tant que membres de l'Evolution) et différentes combinaisons des Un-Americans. Ils font brièvement leur troisième passage en tant que heel en s'attaquant à Rob Van Dam et Kane. Pendant ce passage en heel, ils passent du côté du General Manager de RAW, Eric Bischoff sur le fait que Bischoff les a menacés de perdre leur job. Ils redevenaient rapidement face après avoir fait passer Chief Morley à travers une table.
Après que le draftés/échangés des 3 Dudleyz vers SmackDown! en mars 2004, Bubba Ray et D-Von tournent heel une fois de plus, s'alignant avec Paul Heyman et rivalisant avec Rob Van Dam, The Undertaker, et Rey Mysterio. Sur leur chemin, les Dudleyz remportent le WWE Tag Team Championship, faisant d'eux la première équipe dans l'histoire à avoir remporté les deux championnats par équipes de la WWE. Quand Spike se retourne contre Mysterio il devient le boss des Dudley Boyz après qu'ils ont aidé Spike à remporter le WWE Cruiserweight Championship de Rey (Spike réclamait le leadership sur le fait qu'il était le seul Dudley à détenir un championnat à cette époque).
Après une longue absence, Bubba, D-von, et Spike font leur dernière apparition dans un show de la WWE, à l'occasion de ECW One Night Stand en juin 2005.
Le 6 juillet 2005, la WWE annonçait qu'elle n'a pas choisi de négocier un renouvellement des contrats des Dudley Boyz. De plus, seize autres catcheurs (incluant Spike) étaient renvoyés de la WWE, ce qui était le résultat de coupes budgétaires. En août 2005, les trois anciens membres des Dudleys ont reçu une note expliquant qu'ils n'avaient légalement pas le droit d'utiliser le nom « Dudley » (marque déposée de la WWE). Ceci amena des tensions entre les désormais anciens Dudleys et leur ancien employeur, comme ils ont toujours utilisés ce nom depuis 1996, plusieurs années avant que la propriété intellectuelle de la ECW soit acquise par la WWE suit aux procédés de faillite. Peu de temps après, Lamonica et Hughes annonçaient qu'ils engageaient une poursuite légale envers la WWE.

### Total Nonstop Action Wrestling (2005-2010)

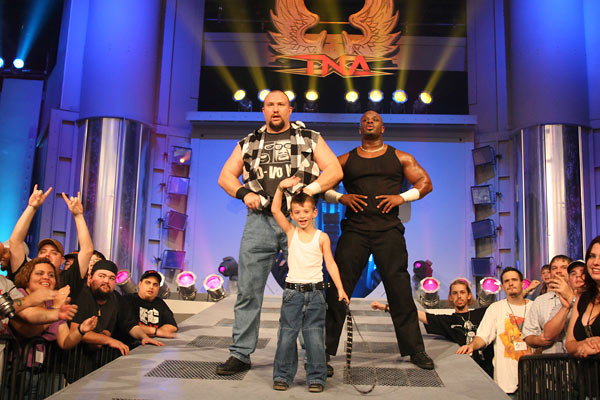
Team 3D avec un fan en 2005.

Le 21 septembre 2005, il est annoncé que Bubba et D-Von (maintenant sous les noms Brother Ray, et Brother Devon) ont signé un contrat de plusieurs années avec la TNA Wrestling, en tant que Team 3D. Team 3D font leur première apparition le 1er octobre à TNA iMPACT!, sauvant le 3Live Kru de Planet Jarrett et Team Canada. Brother Ray et Brother Devon sont assistés de Kevin Nash.
Leur premier match à la TNA a lieu le 8 octobre à iMPACT! contre America's Most Wanted (AMW). Gail Kim et Jeff Jarrett ont tous les deux interférés, et Planet Jarrett laisse la Team 3D gisant dans leur sang au sol. Le 15 octobre, Planet Jarrett envoie une cassette à iMPACT! montrant la « funéraille » des carrières de Team 3D. Father James Mitchell préside la cérémonie, et AMW font dans un ton moqueur en font « l'éloge ». Jarrett, Kim, Team Canada et Abyss sont également présents, et le livre des invités est signé par des noms qui suggèrent des officiels de la WWE (comme Paul, Stephanie, Linda, et Vince).
Au PPV Turning Point, Team 3D bat avec succès AMW dans un Tables match ne comptant pas pour les titres par équipe.
À TNA Final Resolution le 15 janvier, Team 3D catche pour le NWA Tag Team Championship contre America's Most Wanted. Ils remportent le match, mais dans une fin confuse et l'intervention d'après match de Team Canada, l'arbitre donne finalement le match gagnant à AMW.
Le 13 avril à iMPACT!, Spike Dudley débute à la TNA, aidant Team 3D à battre Team Canada. Spike s'appelle maintenant Brother Runt et continue de faire équipe avec Team 3D pendant des feuds avec Team Canada et The James Gang. Ils battent Team Canada dans un Six Sides of Steel Anthem match à Lockdown. Ray et Devon lancent ensuite une feud avec The James Gang, les deux équipes se rencontrant à Slammiversary dans un Bingo Hall Brawl avec Ray et Devon décrochant la victoire. Alors que Ray et Devon s'absentent pour une tournée au Japon, Runt rivalise avec Abyss.
Après leur brève absence, Brother Ray et Devon font leur retour en TNA en octobre 2006 et se replacent dans la course pour le titre par équipe. Ils rivlaisent tout d'abord avec The Naturals, qui deviennent la première équipe en TNA à battre Team 3D dans leur match qui est celui des tables match.

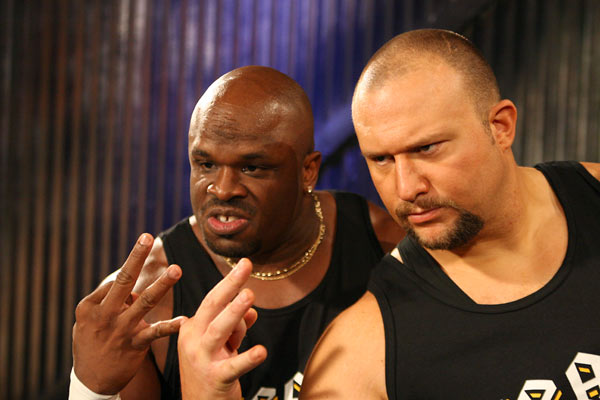
La Team 3D.

Au début 2007, Team 3D sont annoncés comme les aspirants numéro un pour les titres de champions par équipe de la NWA des Latin American Exchange's (LAX's), à Final Resolution. Cependant, pendant le match un Brother Runt ivre, portant un habit de Père Noël interfère dans le match et fait disqualifier Team 3D.
Team 3D participe à un belting pot match contre LAX avec leur cousin Steve Schirripa et l'emportent après que 3D s'en prend à Hernandez des LAX.
Ils continuent leur feud après l'attaque de LAX sur Johnny Rodz qui entraînait Brother Devon. Brother Ray confronte ensuite Alex Shelley qui avait filmé l'attaque, avant que LAX (avec l'aide de Shelley) l'attaque. Ils affrontent LAX à Destination X dans un ghetto brawl où ils perdent le match après que Shelley a porté son Frog splash sur D-Von.
Dans la dernière édition de TNA iMPACT! avant Lockdown, LAX attaque Brother Runt et lui afflige un coup de pistolet électrique le mettant directement à terre. À Lockdown, Team 3D bat LAX dans un Electrified Steel Cage match pour remporter le NWA World Tag Team Championship. Ils deviennent ainsi la première équipe de l'histoire à remporter les titres de champions du monde par équipe de la WWE (les deux de RAW & SmackDown!), WCW (après le rachat de la WWE), ECW, et NWA.
Le 13 mai 2007 le Vice-Président Exécutif de la National Wrestling Alliance annonce que Team 3D s'est fait retirer les titres par équipe de la NWA après la fin des relations entre la NWA et TNA Wrestling.
La TNA continue de reconnaître Team 3D comme leurs champions par équipe et deviennent ainsi les premiers TNA World Tag Team Champions, les nouvelles ceintures étant dévoilées sur le site de la TNA le 16 mai 2007. Ils se font remettre les titres par Jim Cornette.
Team 3D défend les titres avec succès au PPV Sacrifice dans un 3 way dance incluant Tomko et Scott Steiner, et LAX. Après le match, le frère de Scott Steiner, Rick, vient les attaquer, amenant à un match entre les deux équipes à Slammiversary. Cependant, Scott Steiner ne peut pas participer à cause d'une blessure, Road Warrior Animal prend sa place, mais la Team 3D l'emporte quand même après avoir réalisé le 3D sur Rick. Dans l'édition suivante de iMPACT!, Jim Cornette annonce un Champions vs Champions match pour Victory Road, où les Champions par équipe affrontent le Champion du Monde et celui de la X Division. Après le iMPACT! suivant, il était annoncé que Team 3D défenderait leur titres contre LAX et A.J. Styles et Christopher Daniels dans un 3 way tag match. Ils défendent avec succès leurs titres, se qualifiant ainsi pour le Champions vs Champions match.

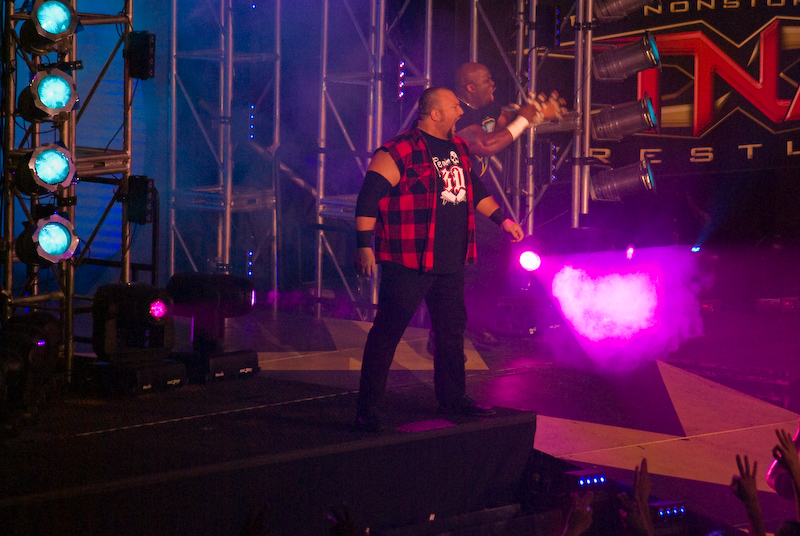
Team 3D à Bound for Glory IV en 2008.

Après une intervention des Steiner Brothers, Samoa Joe effectue le tombé sur Brother Ray à Victory Road, mettant fin à leur règne. Dans le iMPACT! suivant, ils blament les Steiner Brothers et les fans (qui n'ont pas arrêté de chanter « 3D sucks » pendant des semaines) pour leur défaite, ce qui leur met les fans à dos. Team 3D se moque ensuite de la blessure à la gorge de Scott à Porto Rico et s'en prend aux commentateurs de iMPACT!. Au même moment, les Steiners reçoivent les encouragements des fans, ce qui amène à un double turn, les Steiners devenant face et Team 3D heel pour la première fois à la TNA. À Hard Justice, Team 3D perd contre les Steiner Brothers.
Tout cela mène à une grande feud qui finira au ppv de l'année, TNA Bound for Glory 2007 dans un Table match où la Team 3D perd. Par la suite, la team 3D commence une feud contre la division X au complet, particulièrement les Motorcity Machineguns, ils sont battus à Genesis contre cette team mais plus tard dans le show, alors que Black Machismo vient de défendre sa ceinture contre The Guru, les frères arrivent et volent la ceinture, affirmant que les MCMG ont triché. Après l'Impact qui suivait Turnning Point 2010, Ray attaque Devon causant la dissolution de l'équipe. Bully Ray et Devon sont actuellement dans l'équipe Aces & Eights.

### Japon et fédérations indépendantes
En dehors de la TNA, Team 3D participe aussi à plusieurs shows de la All Japan Pro Wrestling, mais aussi de HUSTLE depuis leur renvoi de la WWE.
Team 3D continue d'avoir une série d'invincibilité à la All Japan où ils ont remporté le titre All Japan's Real World Tag League en 2005. Team 3D a aussi remporté les titres par équipe de HUSTLE en 2006, qu'ils détiennent toujours. Team 3D est aussi apparu au show en juin de la Pro Wrestling Alliance de Booker T, battant Booker T et Dawg dans le main-event.
À Lockdown 2009, ils battent les Beer Money, Inc. et deviennent champion de la TNA par équipe pour la vingt-troisième fois de leur carrière.
Lors de Turning Point 2010, ils perdent dans leurs dernier match à la TNA contre les Motor City Machine Guns et ne remportent pas le titre par équipe de la TNA.
Le 13 juin 2014, lors d'un show de la Squared Circle Wrestling, ils battent Kevin Steen & Jason Axe et remportent les 2CW Tag Team Championship.

### Retour à la Total Nonstop Action Wrestling (2013-2014)

#### Aces & Eights (2013)
Lors de Tag Team Tournament, ils battent Generation Me (Matt Jackson et Nick Jackson) lors du second tour du Tag Team Tournament. Lors de la demi-finale, ils battent Chavo Guerrero et Hernandez. Lors de la finale, ils battent Austin Aries et Bobby Roode et remportent le tournoi.

#### TNA Hall of Famer (2014)
Le 15 juin 2014, à Slammiversary XII, Team 3D a été annoncé par Kurt Angle comme les intronisés au TNA Hall of Fame. Ils étaient la première équipe a entré dans le Hall of Fame et sont les troisième et quatrième entrants. Elle a également marqué le retour de Devon à la TNA. Bully Ray effectuera son départ de la fédération en août après la fin de son contrat à la TNA.

### Retour à la World Wrestling Entertainment (2015-2016)

#### Retour et ECW Originals (2015)
Le 24 août à Raw, ils effectuent leur grand retour en s'attaquant aux champions par équipe de la WWE, The New Day et ont affronté The Prime Time Players. Le 27 août à Smackdown, ils battent The Ascension. Après le match, ils se font confronter par les champions par équipe de la WWE The New Day. Lors de Night of Champions, ils battent The New Day pour les titres par équipe par disqualification, par conséquent, ils ne gagnent pas les titres. Après le match, ils font passer Xavier Woods à travers une table. Le 28 septembre à Raw, ils viennent en aide à John Cena attaqué par The New Day, ensuite ils organisent un match par équipe à 3 avec John Cena comme partenaire, ils perdent le match.
Lors de Survivor Series, ils participent au Traditional Survivor Series Elimination Tag Team match en faisant équipe avec Goldust, Neville et Titus O'Neil face à Stardust, Bo Dallas, The Miz et The Ascension, qu'ils remportent. La nuit suivante à Raw, ils perdent face à Bray Wyatt et Luke Harper. Le 30 novembre à Raw, Tommy Dreamer effectue son retour en les aidant contre la Wyatt Family. Lors de TLC, ils perdent avec Tommy Dreamer et Rhyno contre la Wyatt Family dans un 8-man Tag Team Elimination Tables match.

#### Diverses rivalités et retraite (2016)
Le 8 février 2016 à Raw, ils battent The New Day et Mark Henry avec les Usos dans un Eight-Man Tag Team Tables match et effectuent un heel turn en attaquant les Usos après le match. Le 14 mars à Raw, il est annoncé qu'ils affronteront The Usos dans un Tag Team match à WrestleMania 32, match qu'ils perdent. Le lendemain du Main Event, à Raw, ils battent les Usos dans un Tables Match. Après le match, ils sont confrontés par Enzo et Cass qui effectuaient leurs débuts.
La semaine suivante, ils participent au tournoi pour déterminer les challengers n°1 au WWE Tag Team Championship et ils battent Kalisto et Sin Cara. Après le match, ils sont encore confrontés par Enzo et Cass. Ils perdent contre Enzo et Cass le 18 avril à Raw, dans la demi finale du tournoi. Lors du Raw du 22 août 2016, ils annoncent leur retraite du catch.
Le 22 janvier 2018 lors des 25 ans de Raw, ils attaquent Heath Slater en lui portant un 3-D à travers une table.

#### Intronisation au Hall Of Fame (2018)
Le 29 janvier 2018, la WWE a annoncé sur son site internet que les Dudley Boyz seront intronisés au WWE Hall of Fame en 2018. Le 6 avril, ils sont intronisés au Hall of Fame de la WWE par Edge et Christian.

## Palmarès
- All Japan Pro Wrestling
  - AJPW World's Strongest Tag Team League : 1 fois en 2005[22]
- Extreme Championship Wrestling
  - ECW World Tag Team Champions : 8 fois[32]
- HUSTLE
  - HUSTLE Super Tag Team Championship : 1 fois en 2006[23]
- Pro Wrestling Illustrated
  - Match de l'année en 2000 (contre Edge et Christian et les Hardy Boyz à WrestleMania 2000)[33]
  - Équipe de l'année en 2001[34]
  - Match de l'année en 2001 (contre Edge et Christian et les Hardy Boyz à WrestleMania X-Seven)[33]
  - Équipe de l'année en 2009
- Squared Circle Wrestling
  - 1 fois 2CW Tag Team Championship
- New Japan Pro Wrestling
  - IWGP Tag Team Championship : 2 fois en 2009[35]
- Total Nonstop Action Wrestling
  - NWA World Tag Team Championship : 1 fois en 2007[19]
  - TNA World Tag Team Championship : 2 fois en 2007[20] et 2009[36]
  - Tag Team Tournament 2013
- World Wrestling Federation/Entertainment
  - WCW World Tag Team Champions : 1 fois en 2001[14]
  - WWE Tag Team Champions : 1 fois en 2004[18]
  - WWF/WWE World Tag Team Champions : 8 fois en 2000, 2001 et 2003[37]
  - WWE Hall of Fame (2018)[30]
- Autres accomplissements
  - Ils sont la première équipe à avoir détenu tous les titres par équipe des fédérations majeures WWE, WCW, ECW et TNA : WWE World Tag Team Championship, WWE Tag Team Championship, WCW World Tag Team Championship, ECW World Tag Team Championship et TNA World Tag Team Championship.